# Jasha Sütterlin
Jasha Sütterlin (Friburg de Brisgòvia, Baden-Württemberg, 4 de novembre de 1992) és un ciclista alemany, professional des del 2014. Actualment corre a l'equip Bahrain Victorious.
En el seu palmarès destaquen diferents campionats d'Alemanya en contrarellotge en categoria júnior i sub-23 i la medalla de bronze al Campionat del Món de contrarellotge per equips comercials.

## Palmarès
- 2010
  -  Campió d'Alemanya en contrarellotge júnior
  - 1r a la Volta a la Baixa Saxònia júnior
  - Vencedor d'una etapa al Trofeu Karlsberg
- 2011
  - 1r al Tour de Berlín
- 2012
  -  Campió d'Alemanya en contrarellotge sub-23
- 2013
  -  Campió d'Alemanya en contrarellotge sub-23
  - Vencedor de 2 etapes del Giro de la Vall d'Aosta
  - Vencedor d'una etapa del Tour de Moselle
- 2017
  - Vencedor d'una etapa a la Volta a la Comunitat de Madrid

### Resultats al Giro d'Itàlia
- 2016. 113è de la classificació general
- 2019. 120è de la classificació general
- 2022. 87è de la classificació general
- 2023. 75è de la classificació general

### Resultats al Tour de França
- 2017. 108è de la classificació general
- 2021. Abandona (1a etapa)

### Resultats a la Volta a Espanya
- 2020. 55è de la classificació general
- 2022. 85è de la classificació general
- 2023. 71è de la classificació general